# Anna Bergström (volleybollspelare)
Anna Bergström, född  1975 är en svensk volleybollspelare. Hon spelade 103 landskamper, vilket gör henne till en av svensk damvolleybolls mest meriterade spelare. På klubbnivå spelade hon för Katrineholms VK och Elverket.